# 盈江野独活
盈江野独活（学名：Miliusa chantaburiana）是一种属于番荔枝科野独活属的灌木，分布于泰国和中国云南。

## 特征描述
盈江野独活高约1.5米。其小枝呈灰褐色，疏被柔毛。叶柄上表面具沟槽，深绿色，干后变为黑褐色，疏被柔毛或近无毛；叶片椭圆形，基部楔形，先端渐尖，背面突起，顶端弯拱在叶缘前联结，正面深绿色无毛，背面浅绿色疏被柔毛或近无毛。
花腋生或着生于落叶的小枝上，单花或2朵呈简单的伞状，两性，花色为黄绿色或基部略呈紫红色；花梗疏被柔毛，下部具3-4枚卵形苞片。花萼离生，卵状三角形；外轮花瓣比萼片长而窄，披针形，外部被柔毛，内部无毛；内轮花瓣黄绿色，基部常带紫红色，初时花瓣边缘粘合，以后中部以上分离，顶端外反，呈钟形，花瓣片卵圆形；雄蕊多数，倒卵形，花托密被长柔毛，心皮25-40个，长约2毫米。
果实为分果，卵球形，成熟时呈黑色，无毛，每单果具有1-2粒种子。花期为3-4月，果期为6-11月。